# Зринь-Лукацький
Зринь-Лукацький (хорв. Zrinj Lukački) — населений пункт у Хорватії, у Вировитицько-Подравській жупанії у складі громади Лукач.

## Населення
Населення за даними перепису 2011 року становило 129 осіб.
Динаміка чисельності населення поселення:

## Клімат
Середня річна температура становить 11,60 °C, середня максимальна – 25,62 °C, а середня мінімальна – -5,31 °C. Середня річна кількість опадів – 742 мм.
| Клімат поселення                              | Клімат поселення | Клімат поселення | Клімат поселення | Клімат поселення | Клімат поселення | Клімат поселення | Клімат поселення | Клімат поселення | Клімат поселення | Клімат поселення | Клімат поселення | Клімат поселення | Клімат поселення |
| Показник                                      | Січ.             | Лют.             | Бер.             | Квіт.            | Трав.            | Черв.            | Лип.             | Серп.            | Вер.             | Жовт.            | Лист.            | Груд.            |                  |
| Середній максимум, °C                         | 6,01             | 8,00             | 12,72            | 17,42            | 23,37            | 25,62            | 25,41            | 25,07            | 20,20            | 15,13            | 9,70             | 4,90             |                  |
| Середня температура, °C                       | 0,32             | 2,37             | 7,09             | 11,80            | 17,71            | 19,97            | 21,99            | 21,67            | 16,80            | 11,70            | 6,29             | 1,50             |                  |
| Середній мінімум, °C                          | −5,31            | −3,3             | 1,41             | 6,14             | 12,08            | 14,32            | 18,58            | 18,25            | 13,40            | 8,30             | 2,86             | −1,92            |                  |
| Норма опадів, мм                              | 43               | 38               | 45               | 59               | 72               | 86               | 72               | 75               | 63               | 62               | 73               | 54               |                  |
| Середньомісячна швидкість вітру, м/с          | 2.30             | 2.50             | 2.88             | 2.71             | 2.48             | 2.30             | 2.20             | 2.00             | 2.00             | 2.10             | 2.21             | 2.30             |                  |
| Середньомісячна сонячна радіація, кДж/м²·день | 4074             | 6868             | 10743            | 15245            | 19363            | 21566            | 22213            | 19715            | 14553            | 8971             | 4590             | 3329             |                  |
| --------------------------------------------- | ---------------- | ---------------- | ---------------- | ---------------- | ---------------- | ---------------- | ---------------- | ---------------- | ---------------- | ---------------- | ---------------- | ---------------- | ---------------- |
| Джерело:                                      |                  |                  |                  |                  |                  |                  |                  |                  |                  |                  |                  |                  |                  |